# Aura (mitologia)

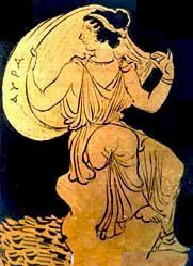
Aura

Aura (en grec antic Αὔρα) és, en la mitologia grega, filla del tità Lelant i d'una oceànide, Peribea. El seu nom vol dir Brisa.
Segons les Dionisíaques de Nonnos, era ràpida com el vent, i caçava amb les companyes d'Àrtemis quan la va veure Dionís, que va intentar atrapar-la corrent, sense poder-ho fer. Era més lleugera i sempre s'escapava, fins que Afrodita la va fer embogir perquè el déu li havia demanat, de manera que Aura s'hi va lliurar. Dionís va engendrar dos bessons, però en la seva bogeria ella els va matar i es va llançar al riu Sangari. Zeus la va transformar en una font. Un dels dos bessons era Iacus, salvat de la mort en últim extrem per Àrtemis